# ダムド
ダムド (The Damned) は、1976年に結成されたイングランド出身のパンク・ロック・バンド。
日本では、セックス・ピストルズ、ザ・クラッシュと並んで、ロンドン・パンクにおける三大パンク・バンドの1つに数えられている。

## 概要
1976年、最初にシングル、およびアルバムをリリースしたロンドンパンクのバンドである。ただし、社会的批判・主張から生まれたパンク・ロックムーブメントの中にあって、彼らは音楽主義的で、ザ・クラッシュに代表される政治的・社会的な主張はあまり盛り込んでいない。しかし、当時のシーンの中で、そのスピード感と激しさと轟音を伴った強烈なビートは、後に登場するハードコア・パンクにも大きな影響を与えた。
ブライアン・ジェイムスは脱退したが現在もデイブ・ヴァニアンとキャプテン・センシブルは活動を継続してコンスタントにライブを行っており、2018年4月には新作も発表している。2021年7月にはオリジナルラインナップでのライブが予定されていたが、引き続きコロナ禍の影響で、2022年2月頃に変更された。が、10月下旬、11月上旬に再変更。2023年11月にはラット・スキャビーズの復帰が発表され翌年はツアーに参加！
ジェームズは2025年3月6日に70歳で亡くなった。

## 来歴

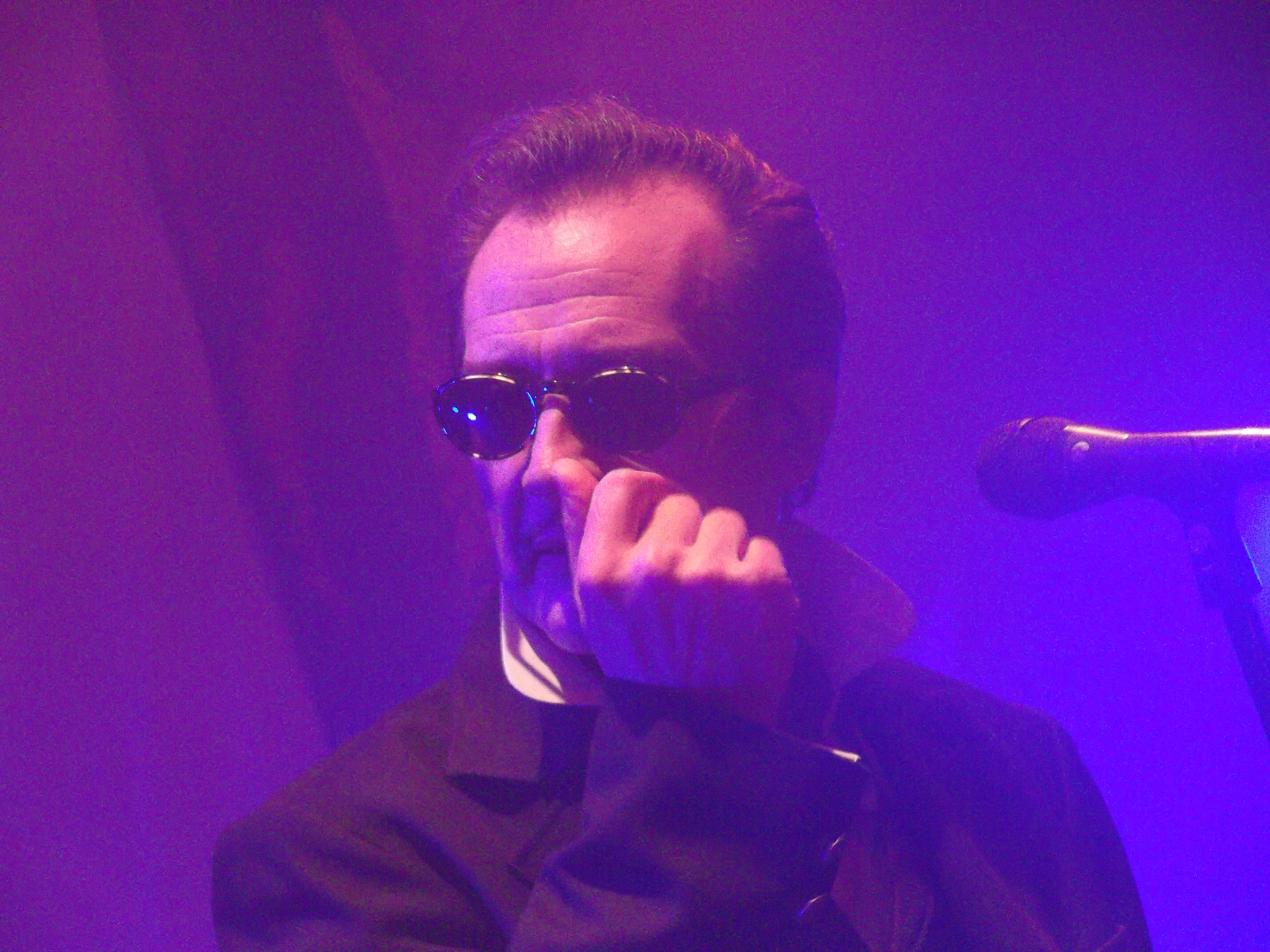
デイヴ・ヴァニアン(Vo) 2013年

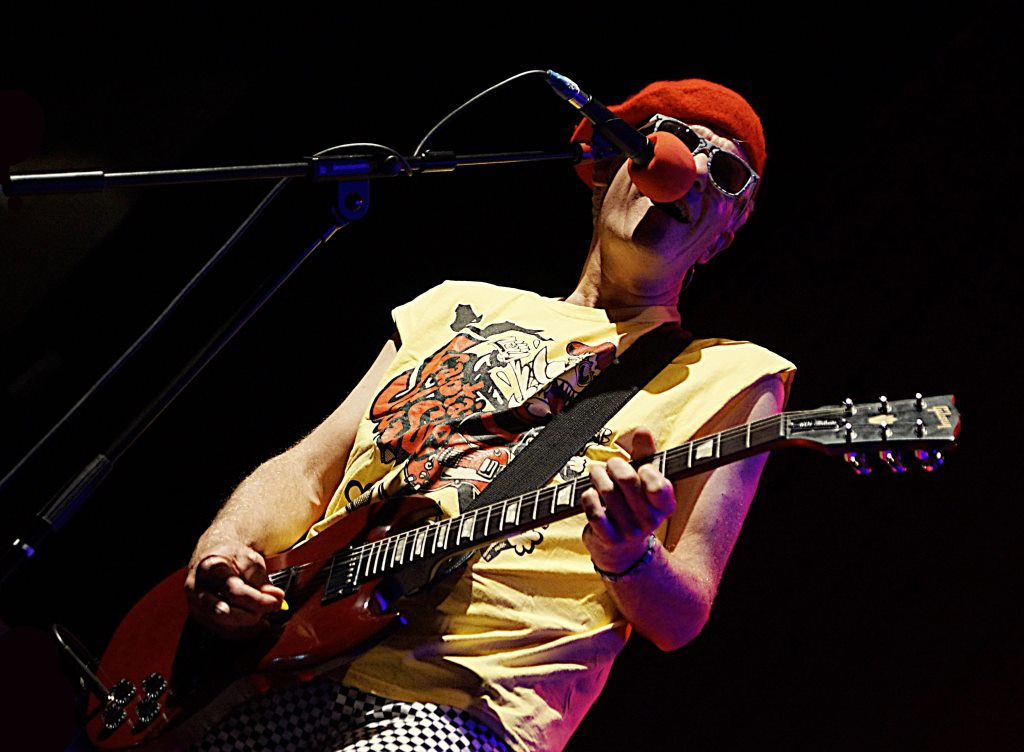
キャプテン・センシブル(G) 2015年

### 初期
1975年、バンド関係の知り合いであったレイモンド・バーンズ（後のキャプテン・センシブル）と、クリス・ミラー（後のラット・スケイビーズ）がバンドを組むことになった。そこに、ラットが加入直前まで話が進んでいたロンドンSSというパンクバンドのギタリスト・ブライアン・ジェイムスが参加し、3人でSubterraneansを結成した。これがダムドの原型と言える。
Subterraneansは間もなく自然消滅してしまうが、ここでセックス・ピストルズの仕掛人として有名なマルコム・マクラーレンが関係してくる。彼の新しいパンクバンドのプロジェクトに、キャプテンとラットを引き込んだのだ。ボーカルには、後にプリテンダーズを結成するクリッシー・ハインドを据え、Masters of the Backsideという名での活動を開始するが、このバンドもまた、本格的な軌道に乗ることなく消滅する。
そこでキャプテンとラットの2人はブライアンを呼び戻し、マルコムがMasters of the Backsideに紹介したボーカル候補の一人であった、デイヴィッド・レッツ（後のデイヴ・ヴァニアン）との4人で新しいバンドを結成した。ダムドの始まりである。
1976年、イギリスでパンクムーヴメントが吹き荒れる中、セックス・ピストルズのサポートを務めながら、ロンドンで行われた「100 Club PUNK Festival」などに出演、9月にスティッフ・レコードと契約を交わし、10月にロンドンパンクとして初のシングルとなる「ニュー・ローズ」をリリース（B面はビートルズ「ヘルプ」のカバー）。そして、翌1977年には、これもまた、ロンドンパンク初のアルバムである『Damned, Damned, Damned』（邦題・地獄に堕ちた野郎ども）をニック・ロウプロデュースのもとで発表した。
同年にギタリスト、ルー・エドマンズが加入し、11月には2ndアルバムとなる『ミュージック・フォー・プレジャー』を発表。プロデューサーはピンク・フロイドのニック・メイスン。しかし、ツアー途中でラットが脱退。後にカルチャークラブのドラマーになるジョン・モスが一時的に加入するものの、メンバー間の意見の相違(ブライアンが脱退を宣言etc)が主因となり1978年4月のライブを最後にダムドは一旦解散に至る。

### 再結成後
1978年春に解散したダムドであるが、早くも夏頃にはキャプテンとラットが再集結し、後に呼応したヴァニアンと一緒にMOTORHEADのレミー・キルミスターをベースに加え一時的に「DOOMED」もしくは「Motordamn」名義で活動。その後、元CHELSEAのヘンリー・バドゥスキーを経て、新たなベースにアルジー・ワードを加えて本格的にダムドは再結成した。つまり結局は、ブライアンとワードが入れ替わり、キャプテンがギターを担当するようになっただけではあるが、今までの楽曲のソング・ライティングの大部分を担っていたブライアンが抜けたことで、結果的にバンドの音楽性は転換し、以前よりもポップ色を強めることになった。
1979年にChiswick Recordsから発表したシングル「ラヴ・ソング」が本国イギリスで大ヒットし、その勢いのままアメリカツアーを敢行。帰国後に3rdアルバム『マシンガン・エチケット』をリリースした。この作品からは多数の曲がシングルカットされており、ダムドのベストアルバムとの呼び声も高い。
1980年、ベースのワードが解雇され、後任にポール・グレイが迎えられた。そして、10月に4thアルバム『ブラック・アルバム』をリリース。バンドの音楽性はより多様になり、サイケデリック・ロック的な要素も強まった。この頃から、キャプテンはソロ活動に重きを置き始める。
1981年、サポートメンバーとしてローマン・ジャグ（キーボード兼ギター）が参加、後に正式加入する。新たに契約したレコード会社がことごとく倒産するなどの不運が続き、バンドの存続が危ぶまれる時期ではあったが、なんとか翌1982年にはアルバム『ストロベリーズ』をリリースする。しかし、翌年1983年2月にポールが脱退(後にUFOに加入)ジャグの紹介で、ブライン・メリックがベーシストとして急遽加入する。
1984年、キャプテンがソロ活動専念のために脱退。ローマンがギターを担当。バンドの活動は区切りの時期を迎えた。キャプテン脱退後のダムドは、ヴァニアン色を強めたゴシック・ロック風の作風へと転換する。
そして、1985年、MCAレコードからアルバム『ファンタスマゴリア』をリリース。
続いて1986年1月に英国の歌手バリー・ライアンのヒット曲『Eloise』をカバーしリリース。英国シングル・チャート3位を記録。
4月に待望の初来日をはたし、12月には7枚目のアルバムとなる『エニシング』をリリースした。
1988年には、当時の現行メンバーと初期オリジナルメンバーのブライアンとキャプテンを加えた編成でライブを行った。その模様は、1989年に発表されたライブアルバム『ファイナル・ダムネイション』に収められている。
1990年には１度休止するが、デイブはローマン、ブラインとのゴス・ロカビリー・バンド デイブ・ヴァニアン＆ザ・ファントムコード(Dave Vanian and the Phantom Chords)を結成。1990年〜1999年頃迄活動。
1991年にはオリジナルメンバーが再集結してアメリカツアーを行い又、来日もしているがブライアンは途中で離脱。来日公演は『The Black Alaum』のメンツで行われた(ポール1度目の復帰)
1993年、ラット主導の元にデイブと
ギターにアラン・リー・ショー、もう1人のギターにクリス・ドリモア、ベースにムース・ハリスを加えて再編。元々は別プロジェクトで演る予定だったがダムドに移行する。
ただ当時、他の現行メンバー(主にキャプテン)に話が通ってなかった事や、積もり積もった不平不満が浮き彫り出した事等が原因で後々、永き(2020年迄)に渡る(主にラットとの)対立へと発展した。
1994年4月には、このメンツでの来日公演もおこなわれた。
1995年11月、9年ぶりのオリジナルアルバムとなる『I'm Alright Jack & the Beanstalk』（『Not of This Earth』）リリース。この作品は日本の東芝EMIから持ち掛けられ、バンド外部のライターによる楽曲も多い。又この頃にヴァニアンとキャプテンが再会し、和解を果す。それからラット側と音源の権利等のことで揉めたようで、
結果1996年にラットが脱退、キャプテンが再加入。キャプテンのソロにも協力していたキーボードのモンティー・オキシー・モロン、ドラムにはギャリー・ドレッドフルが加入。但しドラムは、その後スパイク・T・スミスが加入してた時期も有った。
ベースにはポールも復帰していたが再び脱退し、後にデイブの妻になるパトリシア・モリソンが新たに加わる。
1999年には新しいドラマーとして
キャプテンのソロにも参加していたENGLISH DOGSの元メンバーのピンチが加入。因みにスパイクもENGLISH DOGSの元メンバー(ピンチの後任)だった。
そして2001年、9thアルバム『Grave Disorder』をリリース。それから数年後にデイブとパトリシアの間に子供が生まれた事も有りパトリシアは脱退。
2004年にMONKS OF SILENCEやENGLISH DOGS等で活動をしていた
スチュ・ウエストが加入。メンバーも久し振りに固まり2005年には来日し、小規模なツアーを行った。
2008年11月に約7年ぶりとなる10thアルバム『So, Who's Paranoid?』をリリース。しかし、前作『Grave Disorder』同様、国内盤は発売されていない。
2011年、結成35周年アニバーサリー・ツアーを開催し、翌年に来日公演。
2015年、2010年にMOTORHEADレミーのドキュメンタリー映画『極悪レミー』を撮ったウェス・オーショスキー監督作品のバンド·ドキュメンタリー映画『地獄に堕ちた野郎ども』が公開。公開からまもなくして元メンバーのブライン(ブリン)が他界する。
2017年、スチュ脱退。後任にはポールが3度目の復帰を果たす。但し翌年のツアーでは一部不参加。その時はジョン・プリーストリーがサポート参加する。
2018年、11thアルバム『Evil Spirits』リリース。英国アルバムチャート7位を記録。デビュー40数年目にしてアルバムが初のチャート10位以内にランクインすることとなった。
2019年10月27日にロンドンパラディウムで行われたライブを最後にドラムのピンチが脱退。
2020年、翌年の2021年7月のツアーでオリジナル·ラインナップでライブが行われる事が発表。現時点では7月の5公演のみの予定だったが、2022年2月に開催が変更された。が、10月下旬、11月上旬に再変更された。同年2月には新ドラマーのウィル・テイラーが加入。
2023年、4月28日に12thアルバム『DARKADELIC』リリース。
2023年、11月ウィル・テイラー脱退。
同月オリジナルメンバーである
ラット・スケイビーズのバンド復帰が発表され翌年のツアーに参加する！
2025年
ジェームズは3月6日に70歳で亡くなった。

## メンバー
何度も大幅なメンバーチェンジや、解散・再結成を行っている。また、非公式やごく短期間在籍のメンバーもいるが、ここでは割愛する。

### 現メンバー
2024年現行のダムドは第13期となる。
- デイヴ・ヴァニアン (Dave Vanian) - ボーカル、テルミン
  - オリジナルメンバー。結成時から2023年現在まで通年で在籍している唯一の人物。ダムドに加入するまでは墓掘り職人をしていた[6]。独特のメイクが後年のミュージシャンたちにも大きな影響を与え、多くのフォロワーを生んだ。
- キャプテン・センシブル (Captain Sensible) - ギター、ボーカル
  - オリジナルメンバー。1984年に脱退し、ソロに転向した。その後、1996年に再び正式加入している。初期ではベースを担当。ソロ音源も多数リリースしている。
- モンティー・オキシー・モロン (Monty Oxy Moron) - キーボード
  - 1996年加入。
- ポール・グレイ (Paul Gray) - ベース
  - 1980年から1983年（4thアルバム『ブラック・アルバム』、5thアルバム『ストロベリーズ』）まで在籍。2004年から2017年までベースだったスチュ・ウェストが脱退し、再びポールが加入した。
- ラット・スケイビーズ （Rat Scabies） - ドラム
  - オリジナルメンバー。2023年11月、本格的に復帰が発表された。

### 旧編成
1期
オリジナルメンバー。1stアルバム『地獄に堕ちた野郎ども』発売。
- デイヴ・ヴァニアン（Dave Vanian） - ヴォーカル
- キャプテン・センシブル （Captain Sensible） - ベース
- ラット・スケイビーズ （Rat Scabies） - ドラムス
  - ラット・スキャビーズとも。バンド結成時から1977年、1978年から1996年まで在籍し2023年11月に復帰。ダムドサウンドの根幹とも言える、重厚且つ破天荒なドラムを叩く。そのドラミングはジミー・ペイジも絶賛していた。長年マネジメント面でバンドの要として活躍し、長期にわたって「ダムド」の商標の権利を有していた。

- ブライアン・ジェイムス （Brian James） - ギター
  - バンド結成時から1978年まで在籍。初期ダムドにおいて、数多くの楽曲の作詞・作曲を担った。脱退後、THE LORDS OF THE NEW CHURCHを結成。THE LORDS解散後もライブなどにはしばしば参加している。

2期
2ndアルバム『ミュージック・フォー・プレジャー』発売。
- デイヴ・ヴァニアン（Dave Vanian） - ヴォーカル
- キャプテン・センシブル （Captain Sensible） - ベース
- ラット・スケイビーズ （Rat Scabies） - ドラムス
- ブライアン・ジェイムス （Brian James） - ギター
- "ルー" ロバート・エドモンズ （"Lu" Robert Edmunds） - ギター

- ジョン・モス　(Jon Moss)　- ドラムス

-   - ラット脱退後の一時期だけ加入

3期
3rdアルバム『マシンガン・エチケット』発売。
- デイヴ・ヴァニアン（Dave Vanian） - ヴォーカル
- キャプテン・センシブル （Captain Sensible） - ギター
- ラット・スケイビーズ （Rat Scabies） - ドラムス
- アルジー・ワード （Algy Ward） - ベース
  - 後にTANKを結成。

4期
4thアルバム『ブラック・アルバム』、5thアルバム『ストロベリーズ』（このアルバムには後に正メンバーに加入するローマン・ジャグがサポート・キーボードとして参加している）発売。
- デイヴ・ヴァニアン（Dave Vanian） - ヴォーカル
- キャプテン・センシブル （Captain Sensible） - ギター
- ラット・スケイビーズ （Rat Scabies） - ドラムス
- ポール・グレイ （Paul Gray） - ベース

5期
- デイヴ・ヴァニアン（Dave Vanian） - ヴォーカル
- キャプテン・センシブル （Captain Sensible） - ギター
- ラット・スケイビーズ （Rat Scabies） - ドラムス
- ローマン・ジャグ （Roman Jugg） - キーボード&ギター
- ブライン・メリック （Bryn Merrick） - ベース
  - ブリン・メリックとも。2015年没

6 期
6thアルバム『ファンタスマゴリア』、7thアルバム『エニシング』発売。
- デイヴ・ヴァニアン（Dave Vanian） - ヴォーカル
- ラット・スケイビーズ （Rat Scabies） - ドラムス
- ローマン・ジャグ （Roman Jugg） - ギター
- ブライン・メリック （Bryn Merrick） - ベース

7期
8thアルバム『暗闇のロックン・ロール』発売。
- デイヴ・ヴァニアン（Dave Vanian） - ヴォーカル
- ラット・スケイビーズ （Rat Scabies） - ドラムス
- クリス・ドリモア （Kris Dollimore） - ギター
- アラン・リー・ショウ （Allan Lee Shaw） - ギター
- ジェイソン"ムース"ハリス （Jason "Moose" Harris） - ベース

8期
- デイヴ・ヴァニアン（Dave Vanian） - ヴォーカル
- キャプテン・センシブル （Captain Sensible） - ギター
- パトリシア・モリソン （Patricia Morrison） - ベース
  - デイヴ・ヴァニアンの妻。

- モンティー・オキシー・モロン （Monty Oxy Moron） - キーボード
- ギャリー・ドレッドフル （Garrie Dreadful） - ドラムス 

- スパイク・T・スミス - (Spike T Smith)  - ドラムス 
  - ギャリーの後に加入

9期
9th『グレイヴ・ディスオーダー』発売。
- デイヴ・ヴァニアン（Dave Vanian） - ヴォーカル
- キャプテン・センシブル （Captain Sensible） - ギター
- パトリシア・モリソン （Patricia Morrison） - ベース
- モンティー・オキシー・モロン （Monty Oxy Moron） - キーボード
- ピンチ （Pinch） - ドラムス

10期
10thアルバム『So, Who's Paranoid?』発売。
- デイヴ・ヴァニアン（Dave Vanian） - ヴォーカル
- キャプテン・センシブル （Captain Sensible） - ギター
- ステュ・ウェスト(Stu West)  - ベース
- モンティー・オキシー・モロン （Monty Oxy Moron） - キーボード
- ピンチ （Pinch） - ドラムス

11期
11thアルバム『Evil Spirits』発売。
- デイヴ・ヴァニアン（Dave Vanian） - ヴォーカル
- キャプテン・センシブル （Captain Sensible） - ギター
- ポール・グレイ  (Paul Gray)  - ベース
- モンティー・オキシー・モロン （Monty Oxy Moron） - キーボード
- ピンチ （Pinch） - ドラムス

12期
12thアルバム『DARKADELIC』発売。
- デイヴ・ヴァニアン（Dave Vanian） - ヴォーカル
- キャプテン・センシブル （Captain Sensible） - ギター
- ポール・グレイ  (Paul Gray)  - ベース
- モンティー・オキシー・モロン （Monty Oxy Moron） - キーボード
- ウィル・テイラー （Will Taylor） - ドラムス

## ディスコグラフィ

### アルバム
- 地獄に堕ちた野郎ども - Damned, Damned, Damned (1977年)
- ミュージック・フォー・プレジャー - Music for Pleasure (1977年)
- マシンガン・エチケット - Machine Gun Etiquette (1979年)
- ブラック・アルバム - The Black Album (1980年)
- ストロベリーズ - Strawberries (1982年)
- ファンタスマゴリア - Phantasmagoria (1985年)
- エニシング - Anything (1986年)
- 暗闇のロックン・ロール - I'm Alright Jack & the Beanstalk (1995年)
- Grave Disorder (2001年)
- So, Who's Paranoid?(2008年)
- Evil Spirits(2018年)
- DARKADELIC(2023年)

### ライブアルバム
- ライブ・シェパートン 1980 - Live Shepperton 1980 (1982年)
- ノット・ザ・キャプテンズ・バースデイ・パーティー - Not the Captain's Birthday Party? (1986年)
- ファイナル・ダムネイション - Final Damnation (1989年)

### ライブDVD
- Tiki Nightmare（2006年）
- Machine Gun Etiquette: 25th Anniversary（2006年）
  - このDVDには、約30年前のロンドンパンク全盛時のクラッシュとダムドのセッションや、ダムドの曲「NEW ROSE」をキャプテン、ラットと一緒にジョー・ストラマーがふざけながら歌っている姿など、かなり貴重な映像が特典として収録されている。